# Tournée della nazionale inglese di cricket in Australia 1876/77
LaTournée della nazionale inglese di cricket in Australia 1876/77 è considerata la 1ª partita internazionale di test cricket. La serie di 5 partite si è disputata in Australia tra il 15 marzo e il 4 aprile 1877, ed ogni partita si è svolta secondo le regole del test cricket. Le partite si sono disputate al Melbourne Cricket Ground di Melbourne.
La serie di due incontri è terminata 1-1, concludendosi quindi con un pareggio. 
La tournée venne replicata nella stagione successiva. 

## Risultati

### Test 1
| 15-19 marzo 1877 Referto |

| Australia         | v | Inghilterra       |
| 245 (169.3 overs) |   | 196 (136.1 overs) |
| 104 (68 overs)    |   | 108 (66.1 overs)  |

- Australia vince il sorteggio e decide di battere

### Test 2
| 31 marzo - 4 aprile 1877 Referto |

| Australia         | v | Inghilterra        |
| 122 (112.1 overs) |   | 261 (130.2 overs)  |
| 259 (154.3 overs) |   | 6/122 (52.1 overs) |

- Australia vince il sorteggio e decide di battere